# فرنسيس يانسون
فرنسيس يانسون (بالهولندية: Francis Janssens)‏ هو كاهن كاثوليكي هولندي، ولد في 17 أكتوبر 1843 في تلبرغ في هولندا، وتوفي في 9 يونيو 1897.